# 方峴洞
方岘洞（朝鲜语：／ Panghyŏn-dong）是朝鲜民主主义人民共和国平壤市下辖的飞地行政区，位于平安北道龟城市内部。
当地是朝鲜重要的导弹研发基地。在其西北方有朝鲜人民军的机场，曾多次承担导弹发射任务。
为保障当地科研人员及家属的福利待遇，朝鲜政府于2018年2月10日决定将方岘洞划归平壤市。2019年3月10日朝鲜最高人民会议第十四次选举将方岘洞划为第82选区，位列平壤市最末尾。
方岘洞不属于任何一个区、郡，由平壤市直辖。